# Agnes Callard
Agnes Callard, nascida Gellen (Budapeste, 6 de janeiro de 1976) é uma filósofa húngara e professora associada de filosofia na Universidade de Chicago. Suas principais áreas de especialização são filosofia e ética antigas. Ela também é conhecida por seus escritos populares e trabalhos sobre filosofia pública.

## Primeiros anos e educação
Callard nasceu em 6 de janeiro de 1976, em Budapeste, Hungria, em uma família judia. Sua mãe, Judit Gellen, era hematologista e oncologista na década de 1980, especializada no tratamento da AIDS ; ela também trabalhou como médica penitenciária em Riker's Island. O pai de Callard estudou Direito na Hungria, mas tornou-se vendedor de tapetes nos EUA e aposentou-se como exportador de aço. Ambos os pares de avós eram sobreviventes do Holocausto. Callard foi criada em Budapeste até os cinco anos de idade. Ela e seus pais mais tarde se mudaram para Roma, na Itália, antes de se estabelecerem na Região Metropolitana de Nova Iorque. Ela tem uma irmã.
Ela obteve o título de Bacharel em Artes pela Universidade de Chicago, com especialização em Fundamentos. Posteriormente, ela garantiu o título de Master of Arts em clássicos pela Universidade da Califórnia em Berkeley, deixando o programa de doutorado sem uma dissertação, depois estudou filosofia na Universidade de Princeton antes de retornar a Berkeley  e concluir seu doutorado em filosofia.

## Carreira

### Docente universitária
Callard é membro do corpo docente da Universidade de Chicago desde 2008, tornando-se professora associada de filosofia em 2017.
Com L. A. Paul, Callard recebeu o Prêmio Lebowitz 2020, concedido pela American Philosophical Association e Phi Beta Kappa. Ela recebeu uma bolsa Guggenheim em 2019.

### Escrita e oratória em público

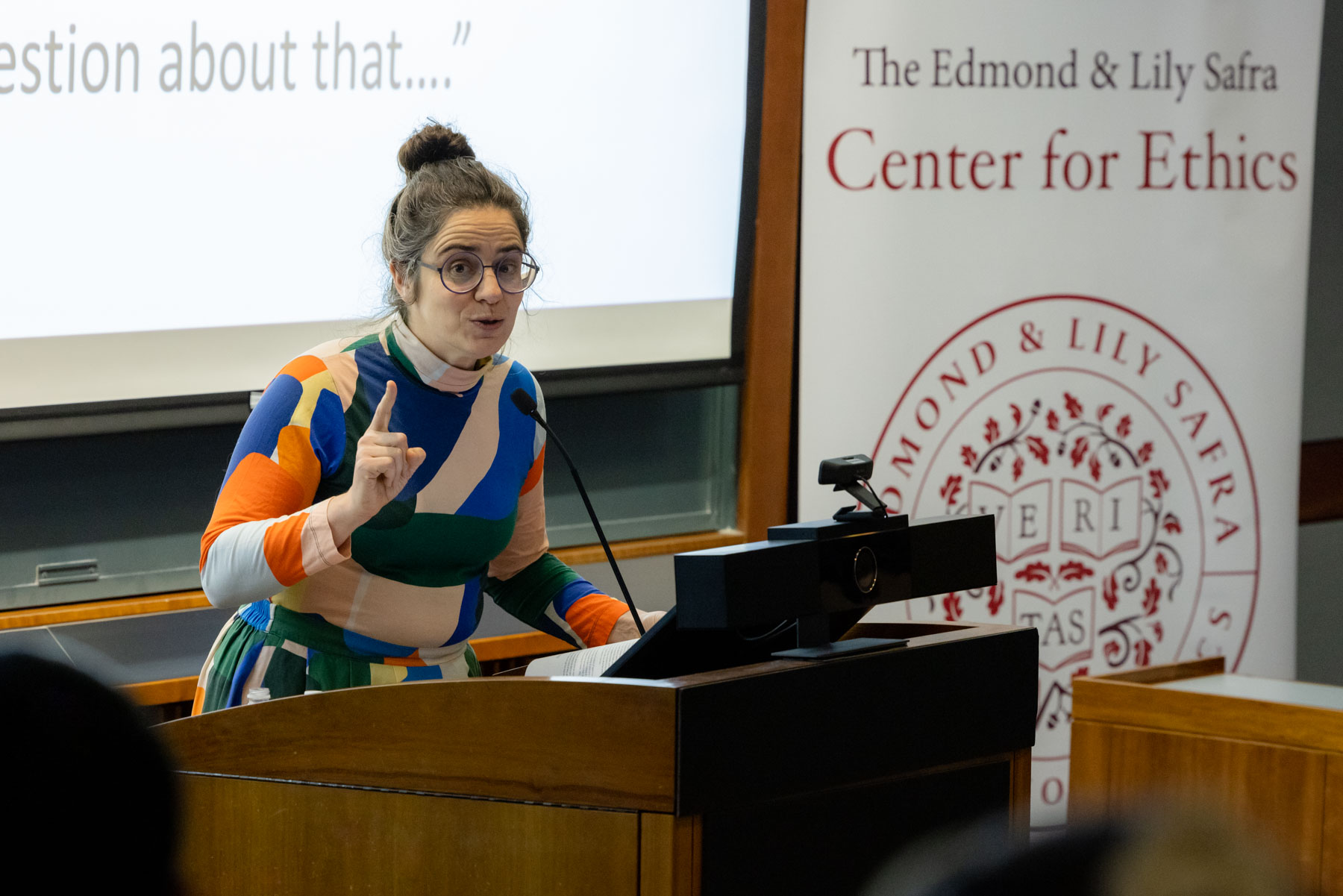
Callard proferindo a Palestra de Ética Mala e Solomon Kamm em 2023

Callard publicou artigos na Boston Review, The New Yorker, e The New York Times, e escreveu uma coluna sobre filosofia pública para a revista The Point. Os podcasts que a hospedaram incluem EconTalk, o Elucidations Podcast, e The Ezra Klein Show.
Em 2017, ela criou a série de debates públicos Night Owls em Hyde Park, Chicago, apresentando convidados como Tyler Cowen, Chris Blattman, Ezra Klein e Hollis Robbins, e em novembro de 2018 participou de uma com seu ex-marido e colega Ben Callard, sobre a filosofia do divórcio.
Ela apresenta o podcast Minds Quase Meeting junto com o economista Robin Hanson.
Seu tweet de 2022 sobre jogar fora os doces de Halloween de seus filhos se tornou viral.

## Teoria sobre aspiração
O livro mais longo de Agnes Callard é Aspiration: The Agency of Becoming, que delineia e defende uma teoria sobre o processo de mudanças nos valores de um indivíduo, que ela chama de "aspiração". Um resumo do livro que foi feito por um fã e endossado pelo autor  divide o livro nestas reivindicações principais e em várias reivindicações de apoio (não reproduzidas aqui):
1. A aspiração é a forma de agência dirigida à aquisição de valores. É diferente da ambição, que é a busca de recompensas externas como dinheiro ou status social, em vez de buscar adquirir novos valores.
2. A aspiração é um tipo único de agência racional e requer uma abordagem teórica única; não pode ser entendida em termos de teoria da decisão.
3. "Razões prolépticas" são razões práticas exclusivas dos aspirantes. Essas razões são direcionadas para gerar desejos, em vez de satisfazê-los.
4. Uma forma específica de conflito psicológico chamado "conflito intrínseco" é única à aspiração. Os aspirantes se sentem divididos entre seus valores atuais e os valores que pretendem adquirir, o que dificulta o amor ou a apreciação.
5. Acrasia is an instance of intrinsic conflict. Acrasia results from the imperfect grasp of values and the need to make decisions based on our current understanding.
6. A aspiração deve ser enquadrada como um processo no qual somos guiados pelos valores do eu que aspiramos ser, e não pelos nossos valores atuais. Este enquadramento evita um dilema onde, como Abbé Sieyès poderia ter colocado, "se os novos valores concordam com o antigo, a mudança é supérflua; se eles discordam, a mudança não pode vir de nossa agência racional."
7. Os indivíduos são louváveis pela boa condição de valor que atingem através da aspiração, enquanto são culpados pela falha culpável de aspirar a uma condição melhor.
8. A teoria da aspiração nos ajuda a entender situações de maternidade e infertilidade, por exemplo, melhor do que outras teorias que até agora foram inventadas.

Cada afirmação numerada deve ser feita no capítulo numerado correspondente do livro, com a afirmação 0 feita na seção de introdução e a afirmação 7 na seção de conclusão. A referência ao Abade Sieyès refere-se à citação atribuída a esse abade sobre o bicameralismo: “se uma segunda câmara discorda da primeira, é prejudicial; se concorda, é supérflua”. A referência a Sieyès não foi feita no livro de Callard em si, mas foi feita no resumo como forma de explicar o que o livro chama de "Dilema de Strawson" (em homenagem a Galen Strawson, que o propôs).
Observe que "teoria da decisão", no contexto do livro, refere-se a uma série de teorias filosóficas sobre decisões, não ao ramo da probabilidade conhecido como teoria da decisão.

## Vida pessoal
Em 2011, Callard se divorciou de seu marido, também professor da Universidade de Chicago, Ben Callard, com quem ela se casou em 2003. Ela começou um relacionamento com Arnold Brooks, que na época era estudante de graduação. Depois de um ano de namoro, eles se casaram. Agnes tem dois filhos com Callard e um com Brooks. Ela reside com o atual marido e o ex-marido.
Callard foi diagnosticada com autismo aos 30 anos de idade.

## Obras publicadas
- Callard, Agnes (2018). Aspiration: The Agency of Becoming (em inglês). [S.l.]: Oxford University Press. ISBN 978-0-19-063951-8. doi:10.1093/oso/9780190639488.001.0001[28]
- Callard, Agnes, ed. (2020). On Anger (em inglês). [S.l.]: MIT Press. ISBN 978-1-946511-56-0 On Anger was selected as one of The New Yorker's "Best Books We Read in 2020".[29]
- Question Everything: A Stone Reader (em inglês). Peter Catapano, Simon Critchley (2022). Liveright, New York. ISBN 978-1-324-09183-7.